# Azépine
L'azépine est un  hétérocycle insaturé de sept atomes, l'un étant un atome d'azote. On appelle par extension les composés comportant un cycle d'azépine les azépines. Par exemple, le caprolactame est une azépine.
L'équivalent saturé de l'azépine est l'azépane.

## Dérivés
- Benzoazépine : cycle d'azépine fusionné avec un cycle benzénique.
- Dibenzoazépine : cycle d'azépine fusionné avec deux cycles benzéniques.